# Heliotrop (budynek)

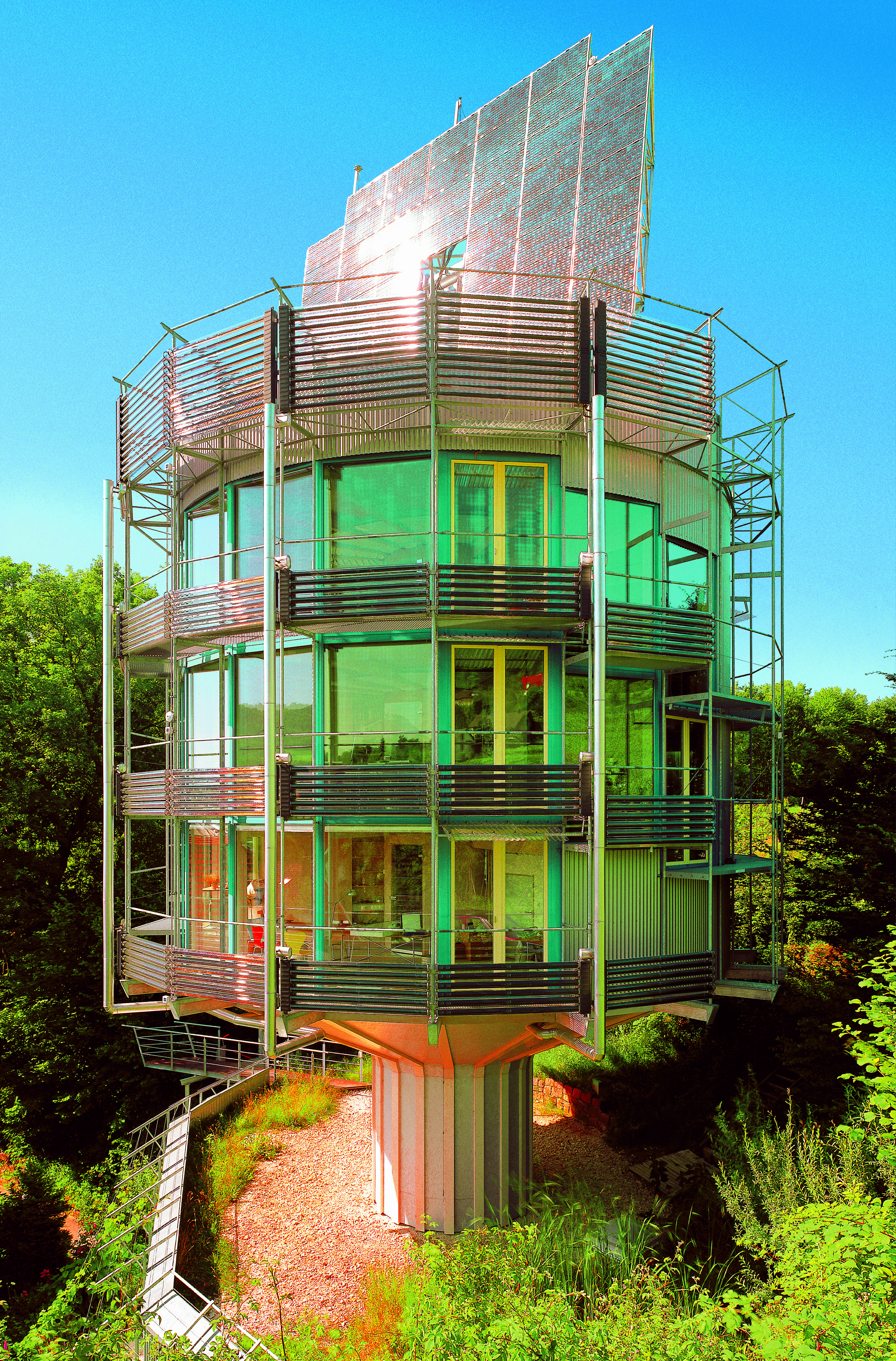
Heliotrop – Fryburg Bryzgowijski, RFN

Heliotrop – budynek podążający za Słońcem, wykorzystujący w maksymalny sposób jego energię (energetycznie samowystarczalny).

## Idea powstania
Ideą stworzenia Heliotropu była chęć maksymalnego wykorzystania energii pochodzącej z promieniowania słonecznego. W budynku tym, w stronę Słońca obracają się nie tylko same ogniwa fotowoltaiczne, lecz cała jego konstrukcja, co dodatkowo pozwala na pozyskiwanie ciepła przez przegrody przezroczyste (okna), kumulację ciepła w przegrodach nieprzezroczystych (ściany) oraz dostarczenie naturalnego oświetlenia do pomieszczeń. Prototyp znajduje się Transferzentrum für angepasste Technologien w Rheine, w RFN. Pierwszym eksperymentalnym domem wybudowanym w tej technice jest Heliotrop we Fryburgu Bryzgowijskim, służący jego architektowi Rolfowi Dischowi za dom mieszkalny.

## Zasada działania
Cechą szczególną budynku nazwanego od heliotropizmu jest zamontowany w jego wnętrzu mechanizm obrotowy, który azymutalnie śledzi codzienny bieg Słońca, dzięki czemu cały budynek, wraz z umieszczonymi na dachu panelami słonecznymi może być nieustannie zwrócony w jego kierunku. Istnieje również możliwość niezależnego od siebie obrotu paneli i budynku. Mechanizm śledzenia, zużywa niewielką ilość energii, co nieznacznie zwiększa całkowity bilans energetyczny budynku. W pogodne dni dom wytwarza sześć razy więcej energii elektrycznej, niż wynosi jego zapotrzebowanie.
Budynek jest dobrze izolowany, jego ściany charakteryzują się niskim współczynnikiem przewodzenia ciepła. Potrójne szyby kumulują ciepło w środku, dzięki niskoemisyjnej powłoce, która pokrywa ich wnętrze. Dodatkowo, na dachu umieszczony jest system gromadzenia ciepła, które następnie wykorzystywane jest do ogrzania wody i wnętrza budynku.
W Heliotropie zadbano także o wygodę i komfort mieszkańców. W celu ochrony przed nadmiernym nasłonecznieniem istnieje możliwość obrotu przeszklonej części, tak aby znalazła się strefie zacienionej. Wówczas, sterowane automatycznie kolektory skierują się w stronę Słońca. Budynki podążające za Słońcem są ekologiczne i energetycznie samowystarczalne poprzez zastosowanie w nich takich osiągnięć zrównoważonego budownictwa jak: kolektory słoneczne, ogniwa fotowoltaiczne, pompa ciepła, wentylacja z rekuperacją, odzysk wody deszczowej, energooszczędna technologia konstrukcji ścian. Dodatkowo tego typu domy mogą zostać wyposażone we własną oczyszczalnię, dzięki czemu woda z oczyszczonych uprzednio ścieków może trafić bezpośrednio do rzeki, a pozostałe po oczyszczeniu odpady (po procesie kompostowania), wykorzystane jako nawóz użyźniający przydomowy ogródek. Kolejnym elementem wyposażenia Heliotropu może być instalacja odzysku wody deszczowej, która znacznie zmniejszy zużycie wody wodociągowej wykorzystywanej do spłukiwania toalety lub prania.

## Zalety
- ogrzewanie budynku oraz przygotowanie ciepłej wody użytkowej realizuje się przy całkowitym wykorzystaniu energii słonecznej bez konieczności dostarczania innego źródła energii,
- zmniejszenie zużycia prądu, przez maksymalne wykorzystanie światła dziennego do doświetlenia wnętrza budynku,
- koszt budowy heliotropu jest nieznacznie wyższy niż koszt budowy tradycyjnego domu pasywnego (koszt mechanizmu obracającego dom wynosi około 20 tysięcy euro),
- mechanizm obrotowy domu zużywa niewielką moc (około 200 W). Taką ilość energii można wytworzyć samemu np. ćwicząc na domowej bieżni, czy rowerze stacjonarnym,
- możliwość dowolnego obrotu domu w momencie, gdy zbyt dużo ciepła dostaje się do środka przez przegrody przezroczyste, bez konieczności obrotu paneli słonecznych,
- zmieniający się krajobraz za oknem.

## Wady
- wysoki koszt budowy w porównaniu do tradycyjnych konstrukcji (około 1,5–2 mln €),
- trudność w zakupie materiałów budowlanych odpowiadających wysokim normom,
- przemieszczanie się drzwi wejściowych, nie są zawsze z tej samej strony.

## Przyszłość
Architektura wykorzystująca promienie słoneczne może stać się w przyszłości dominującym nurtem architektury współczesnej. Łączy bowiem w sobie innowacyjność, oszczędność oraz ekologiczne technologie. W czasach coraz wyższych cen energii i kurczących się zasobów paliw kopalnych, popularność budynków tego typu będzie systematycznie rosła, co wpłynie na znaczne zmniejszenie wysokich – jak na razie – kosztów budowy. Dalszy rozwój budynków podążających za Słońcem zawiera plany stworzenia obracającego się hotelu. Pomysł ten jednak na razie nie znalazł źródeł finansowania.